# Montefrío
Montefrío er en by og kommune i det sydøstlige Spanien i provinsen Granada. Den har et indbyggertal på 5.305 (2024) indbyggere.